# Gashadokuro
El gashadokuro (がしゃ髑髏, literalment "esquelet famolenc", també conegut com Odokuro, literalment "esquelet gegant") és una criatura mítica de la mitologia japonesa.

## Descripció
Els gashadokuro són esperits que prenen la forma d'esquelets gegants i són quinze vegades més alts que una persona mitjana, suposadament creats a partir dels ossos acumulats de persones que van morir de gana o en batalla, sense ser enterrats. Aquests yokai deambulen després de la mitjanit, agafant viatgers solitaris i mossegant-los el cap per beure la seva sang. Hi ha una manera de saber de la proximitat, ja que la víctima sentiria el so d'un fort brunzit a l'orella. Es diu que els gashadokuro tenen els poders d'invisibilitat i indestructibilitat, tot i que els encanteris xintoistes te'n protegeixen. La tradició nipona indica que les ànimes d'aquestes persones, incapaces de transcendir el pla espiritual, reneixen al món com a fantasmes famolencs que viuen en l'etern desig d'allò que mai no van tenir. Per ser part d'un gashadokuro, una persona ha d'haver mort amb ira i dolor al seu cor, energia que roman fins i tot un llarg temps després que la seva carn ha desaparegut del seu cos. Diuen les llegendes que a la mà dreta porta una campaneta i que inconscientment la va fent sonar, l'única forma de fugir d'un atac d'aquest yokai és escoltant la campaneta i amagar-te on no et pugui veure.

## En la cultura moderna
El gashadokuro és un yokai que va aparèixer per primera vegada en forma impresa a la segona meitat del segle xx. Va ser creat pels autors de les revistes shonen publicades des de 1960–1970 i va il·lustrar enciclopèdies yōkai. L'estrany thriller de Shigeaki Yamauchi, Obres completes 2: Monstres del món (Akita Shoten, 1968) va compilar articles sobre yōkais de Saitō Ryokuu. Alhora, també va ser recollit per Shigeru Mizuki i Satō Aribumi, i des de la seva introducció, el gashadokuro es va fer més conegut des de 1980 en endavant.
La il·lustració a l'enciclopèdia il·lustrada del japonès yōkai d'Arabumi (1972) i la il·lustració de Mizuki basen l'aparició del gashadokuro a l'esquelet gegant en la impressió d'ukiyo-e d'Utagawa Kuniyoshi, la Bruixa Takiyasha i l'Espectre de l'Esquelet. No té connexió directa amb el gashadokuro, però es diu que va influir en les representacions modernes. La impressió de Kuniyoshi va ser encarregada en el període Edo per Santō Kyōden per a un yomihon, que representa una escena en què la filla de Taira no Masakado, Takiyasha-hime, convoca a un esquelet yōkai per atacar el samurai Ooya Tarou Mitsukuni. Encara que originalment es va descriure com molts esquelets de mida natural, Kuniyoshi ho va descriure com un únic esquelet gegant, com és característic del seu treball.